# Simon Mann
Simon Francis Mann (Aldershot, 26 giugno 1952 – 9 maggio 2025) è stato un mercenario e militare britannico, cofondatore di una serie di società militari private tra cui Sandline International ed Executive Outcomes.

## Biografia
Mann è stato addestrato come ufficiale a Sandhurst ed è stato incaricato nelle guardie scozzesi, in seguito divenne un membro del SAS. Dopo aver lasciato l'esercito, ha co-fondato la compagnia militare privata Executive Outcomes nel 1993 e poi ha co-fondato Sandline International con il collega ex-colonnello delle guardie scozzesi Tim Spicer nel 1996. La Sandline ha operato principalmente in Angola e Sierra Leone, ma il contratto stipulato con il governo della Papua Nuova Guinea è stato al centro di uno scandalo politico noto come l'affare Sandline.
Il 7 marzo 2004 Mann avrebbe guidato il tentativo di colpo di Stato della Guinea Equatoriale. È stato arrestato dalla polizia dello Zimbabwe in aeroporto di Harare insieme con 64 altri mercenari. Alla fine ha scontato tre anni nello Zimbabwe e due anni nella Guinea Equatoriale. 
Il 2 novembre 2009 ha ottenuto la grazia dal presidente Obiang.
Sul presunto colpo di stato in Guinea Equatoriale, il suo personaggio è protagonista del film Coup!, scritto da John Fortune. Mann è interpretato da Jared Harris, con Robert Bathurst nei panni di Mark Thatcher. È stato trasmesso su BBC Two il 30 giugno 2006 e su ABC in Australia il 21 gennaio 2008. Simon Mann è stato intervistato dal carcere nel documentario Once Upon A Coup, andato in onda su Wide Angle della PBS nell'agosto 2009. Il 17 novembre 2011, Ridley Scott doveva dirigere e produrre un thriller sul colpo di stato di Simon Mann contro il presidente della Guinea equatoriale nel 2004. Gerard Butler avrebbe interpretato Mann con Robert Edwards come sceneggiatore. Alla fine il film non è stato più fatto.